# Red Ortogonal de Autobuses de Barcelona

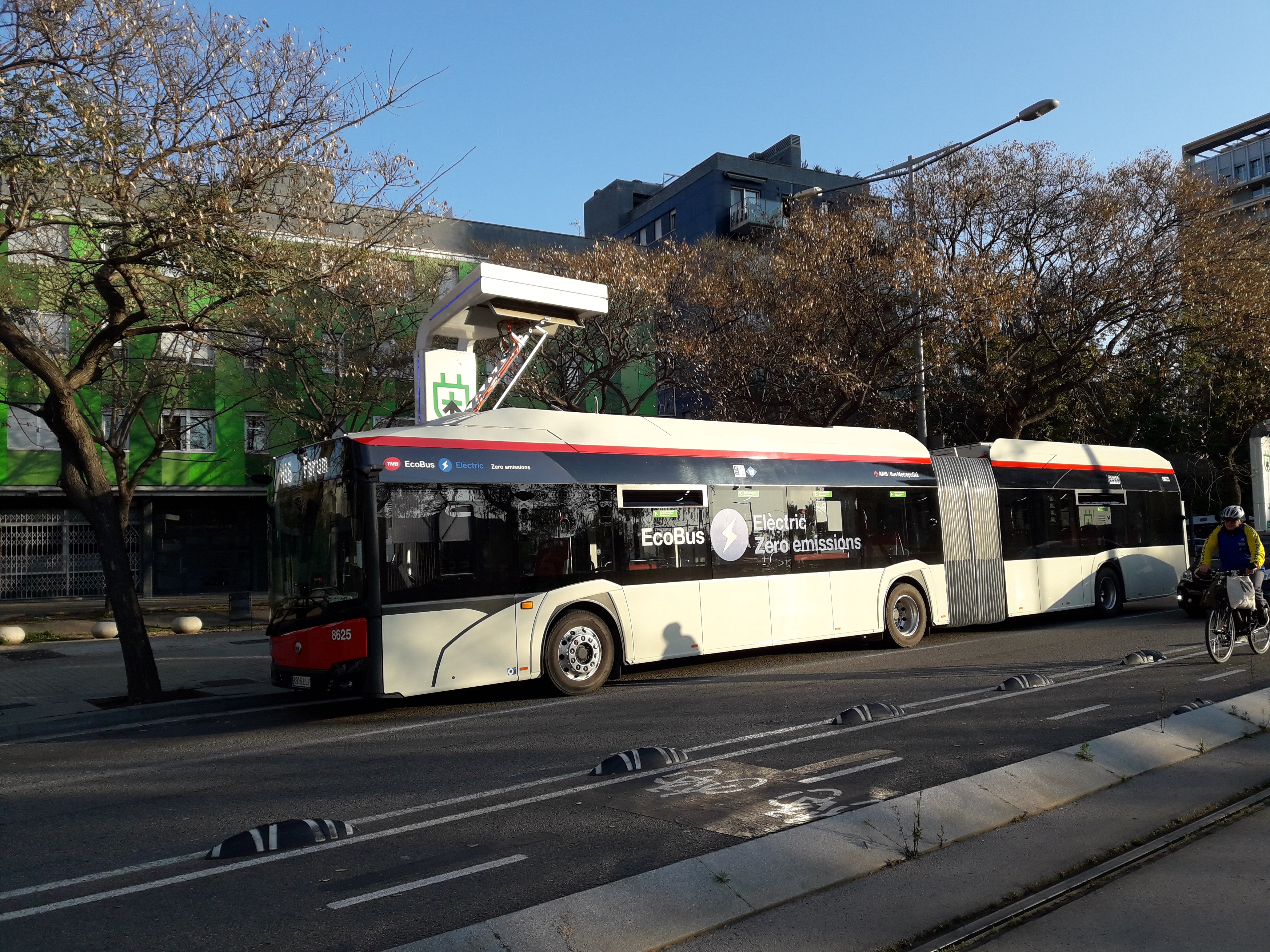
Autobús eléctrico Solaris Urbino IV 18 de la línea H16, cargándose mediante pantógrafo en la avenida de Eduard Maristany.

La Red Ortogonal de Autobuses (en catalán y oficialmente Xarxa Ortogonal d'Autobusos) es la red de autobús urbano de tránsito rápido de Barcelona y su área metropolitana más inmediata. La red dispone de 28 líneas, 17 verticales (V), 8 horizontales (H), 3 diagonales (D) y 3 exprés (X), las últimas de las cuales se han ido implementando desde 2022. El Ayuntamiento de Barcelona es el propietario de la red y Transportes Metropolitanos de Barcelona (TMB) el operador. Entró en servicio el 1 de octubre de 2012 con cinco líneascomo reordenación general de la red, concebida por el futuro aumento de la demanda de viajeros, fue ampliada en 2013, 2014, 2016, 2017, 2018, 2022 y 2024.

Logotipo del primer proyecto (actualmente ya cancelado) denominado Retbus.

La red consiste en una trama reticular compuesta por líneas que cruzan horizontalmente (líneas H, color azul y numeración par), verticalmente (líneas V, color verde y numeración impar) en diagonal (líneas D, color lila y numeración múltiplo de 10), y los exprés (líneas X, color negro y numeración a partir del número 1 sin contar otras líneas de la AMB) por la ciudad de Barcelona, aprovechando la estructura de las calles del ensanche barcelonés.

## Historia
En 2005 el Ayuntamiento de Barcelona, Transportes Metropolitanos de Barcelona y el CENIT (Universidad Politécnica de Cataluña) iniciaron conjuntamente estudios para mejorar y aplicar con el Àrea de Prevenció, Seguretat i Mobilitat (Área de Prevención, Seguridad y Movilidad) medidas para hacer más eficiente la red de autobús urbano de Barcelona. Entre 2005 y 2008 se estudió implantar la prioridad semafórica, crear nuevos carriles bus y mejorar los existentes, así como la segregación del tráfico entre el transporte privado y público en algunos tramos de la ciudad. El primer estudio de viabilidad de líneas de altas prestaciones surgió en 2007 con el objetivo de implantarlas en la Gran Vía de las Cortes Catalanas y en la avenida Diagonal. Ya en 2009, se planteó un estudio global para toda la ciudad (oferta, demanda y evolución previsible) del transporte público en superficie. Con este estudio se quería definir un nuevo modelo de red de autobús más jerárquico y completamente orientado a la demanda, con la separación de los servicios de autobuses urbanos en tres tipos: líneas de altas prestaciones, líneas convencionales reestructuradas y líneas de proximidad (Bus del Barri). A partir de este último estudio, el 23 de febrero de 2010 se presentó en una jornada técnica en la Universidad Politécnica de Cataluña el proyecto Retbus, con el objetivo de crear 12 líneas de altas prestaciones. En 2012 Xavier Trias sustituyó a Jordi Hereu como alcalde de Barcelona y, el 24 de mayo de 2012 presentó el último proyecto y definitivo, llamado Red Ortogonal de Autobuses, heredero del proyecto Retbus, pero que incrementaba el número de líneas a un total de 28.

### Primer proyecto:Retbus
El primer proyecto de la red surgió en 2010, creado por el Ayuntamiento de Barcelona gobernado por Jordi Hereu, con la idea de crear una nueva red de autobús de altas prestaciones en Barcelona y el objetivo de incrementar la capacidad de los vehículos y la frecuencia de paso de los mismos. En marzo de 2011 Transportes Metropolitanos de Barcelona publicó el primer borrador del proyecto denominado Retbus, el cual tenía un total 12 líneas, una longitud de 227,3 km y una flota de 280 autobuses. Las líneas seguirían un esquema reticular que aprovecharía la estructura de las calles del ensanche barcelonés, y se pondrían en funcionamiento a lo largo de tres fases diferentes, con la intención de que en 2013 finalizase la implantación del proyecto. Inicialmente, el presupuesto para este plan era de 4,5 millones de euros, aportados entre el Ayuntamiento (2,5 millones €) y el operador TMB (2 millones €). El proyecto de Retbus, con fecha de implantación de la primera fase a mediados de 2011, preveía ganar un 28 % más de pasajeros y mover el 66 % del total de pasajeros que utilizaban los autobuses urbanos de Barcelona, unas 60 000 personas.
| Retbus                            | -Movilidad y prestaciones cercanas al metro y similares al tranvía. -Conexión con los nodos ferroviarios. -Tiempo total del viaje y accesibilidad similares al vehículo privado. |  |
| Red convencional                  | -Más cobertura. -Viajes cortos. -Adaptada a rutas no servidas por el Retbus. -Eliminación de rutas redundantes. -Prioridad de servicio y ayuda al Retbus.                        |  |
| Red de proximidad (Bus del Barri) | -Movilidad local. -Conexiones con el Retbus y la red convencional. |  |

#### Características del proyectoRetbus
| Comparativa de la red convencional y la red Retbus: | Comparativa de la red convencional y la red Retbus: | Comparativa de la red convencional y la red Retbus: |
| --------------------------------------------------- | --------------------------------------------------- | --------------------------------------------------- |
|                                                     | Red convencional                                    | Retbus                                              |
| Capacidad en hora punta (viajeros)                  | 90 000                                              | 60 000                                              |
| Velocidad comercial                                 | 11,9 km/h                                           | 15 km/h                                             |
| Flota (vehículos)                                   | 890                                                 | 280                                                 |
| Distancia entre paradas (metros)                    | 300                                                 | 650 (430 zona central de Barcelona)                 |
| Frecuencia (minutos)                                | 13                                                  | 3                                                   |

Las características básicas del proyecto Retbus eran:
- 12 líneas: 5 horizontales y 7 verticales.
- 5 líneas tenían bifurcaciones o ramales.[23]
- Prioridad semafórica y segregación en carriles especiales respecto al tráfico privado y autobús convencional.
- Reducción del tiempo de viaje en un 13 %.[20]
- Frecuencia de paso de 3 minutos excepto en los ramales, que sería de 6 minutos.
- Incremento de la velocidad comercial un 28 % respecto al autobús convencional.
- Longitud de la red: 227,3 km.

#### Fase 1 del proyecto deRetbus
La implantación de la primera fase del proyecto de Retbus se previó para mediados de 2011. Hubiese constado de 4 líneas nuevas (2 horizontales y 2 verticales). Como consecuencia de esta implantación se hubieran suprimido las líneas regulares 10, 56 y 74, y reducidos los vehículos de la línea regular 30.
| Retbus (Fase 1)                                    |                            |
| Líneas horizontales (H)                            | Líneas Verticales (V)      |
| H2 Besòs <-> Collblanc / Amadeu Torner             | V1 Pl. Espanya <-> Sarrià  |
| H5 Zona Universitària <-> Fabra i Puig / Can Dragó | V5 Pg. Marítim <-> Montbau |

#### Fase 2 del proyecto deRetbus
| Retbus (Fase 2)                                        |                                                                        |
| Líneas horizontales (H)                                | Líneas Verticales (V)                                                  |
| H1 Pl. España <-> Pl. de Levante                       | V3 Pº del Valle de Hebrón <-> Pº Juan de Borbón-Playa de San Sebastián |
| H4 Pl. Jacinto Benavente <-> Santander-Av. Buen Pastor | V7 Pl. Karl Marx <-> Paque Deportivo Mar Bella                         |

#### Fase 3 del proyecto deRetbus
| Retbus (Fase 3)                                                    |                                              |
| Líneas horizontales (H)                                            | Líneas Verticales (V)                        |
| H3 Riera Blanca-Once de Septiembre <-> Arco de San Adrián          | V2 Mandri-Pº Bonanova <-> World Trade Center |
| H4 Ramal Pl. Jacinto Benavente <-> Ciutat d'Asunción-La Maquinista | V4 Pl. Sanllehy <-> Puerto Olímpico          |
| H5 Ramal Pl. Cerdá <-> Fabra i Puig / Can Dragó                    | V6 Hospital San Pablo <-> Pl. Campeones      |
|                                                                    | V1 Ramal Pl. España <-> Av. Pearson          |

### Proyecto final: la Red Ortogonal de Autobuses
El 24 de mayo de 2012 el alcalde de Barcelona, Xavier Trias, anunció el proyecto final de la nueva red de autobús: la Red Ortogonal de Autobuses. El proyecto definitivo tiene previstas 28 líneas de autobús de tránsito rápido, 5 de ellas ya en funcionamiento desde el 1 de octubre de 2012. De las 28 nuevas líneas, 8 serán horizontales, 17 verticales y 3 diagonales, y permitirán que el 95 % de la población de Barcelona pueda desplazarse a cualquier punto de la ciudad realizando únicamente un transbordo.

#### Fase 1 de la Red Ortogonal de Autobuses
La fase 1 entró en servicio el 1 de octubre de 2012 con 5 líneas: 2 horizontales, 2 verticales y 1 diagonal. En total circulan 67 vehículos y la longitud de estas líneas suma 88,8 km y 252 paradas. Está previsto que las 5 líneas transporten a 70 000 personas diarias, lo que representa casi un 10 % del total de pasajeros que utilizan el autobús diariamente en Barcelona.
| Fase 1 Red Ortogonal de Autobuses de Barcelona |                           |                                |
| Líneas horizontales (H)                        | Líneas Verticales (V)     | Líneas diagonales (D)          |
| H6 Zona Universitària - Fabra i Puig           | V7 Pl. Espanya - Sarrià   | D20 Ernest Lluch - Pg. Marítim |
| H12 Gornal - Besòs/Verneda                     | V21 Montbau - Pg. Marítim | D20 Ernest Lluch - Pg. Marítim |

Las principales obras y actuaciones en la señalización hechas para mejorar la velocidad y la regularidad de las líneas son:
- Nuevos carriles bus en las calles de Numancia, Capitán Arenas, Nicaragua, Marina, Gran Vía de Carlos III, Ronda del Guinardó, avenida del Paralelo, calzada central de la avenida Diagonal y en el lado montaña de la Gran Vía de las Cortes Catalanas entre la calle Marina y plaza de España.
- Delimitación del doble carril bus en la calzada central de la Gran Vía de las Cortes Catalanas, entre la calle de Vilamarí y la rambla de Cataluña.
- Construcción o traslado de paradas en: avenida Diagonal, Constanza, Prat de la Riba, San Juan Bosco, Capitán Arenas, Tarragona, Vía Augusta, Gran Vía de las Cortes Catalanas, plaza de España, Alfonso X, Ronda del Guinardó.
- Construcción de paradas dobles en 4 puntos de la Gran Vía de las Cortes Catalanas: plaza de España, plaza de la Universidad, rambla de Cataluña y Pau Claris.[Nota 2]
- Construcción del nuevo terminal del Gornal de la línea H12.
- Instalación de pantallas de información de leds en 19 marquesinas que informan del tiempo de espera e incidencias en el servicio.
- Instalación de 18 palos de parada informativos que se alimentan con energía solar.[Nota 3]
- Instalación de pantallas táctiles de información en las paradas de plaza de España (delante del Arenas de Barcelona) y plaza de la Universidad (sentido Besós).
- Instalación de máquinas expendedoras de billetes en las paradas de plaza de España, plaza de la Universidad, Gran Vía-Rambla de Cataluña y Prat de la Riba.[Nota 4]
- Señalización horizontal en los puntos de conexión (intercambiadores) para facilitar la conexión entre líneas.
- Señalización de las nuevas paradas y colocación de mapas y horarios.
- Programación semafórica en algunos tramos favorables al autobús.

La implantación de la primera fase hizo que el Ayuntamiento de Barcelona y Transportes Metropolitanos de Barcelona hicieran una gran campaña informativa para dar a conocer a los ciudadanos la nueva red. Se creó la página web oficial de la red, donde los ciudadanos pueden consultar los cambios que se han realizado en la red de autobús urbano, se repartieron 660 000 trípticos informativos con información de las nuevas líneas y características de la red, y se puso publicidad en la televisión y autobuses de Barcelona. También se desplegaron informadores en las paradas y autobuses para realizar una atención personalizada a los usuarios: del 25 de septiembre al 30 de septiembre se desplegaron 93 informadores, del 1 de octubre al 2 de octubre 153 informadores y a partir del día 3 de octubre se desplegaron 83 informadores.

#### Fase 2 de la Red Ortogonal de Autobuses
El primer proyecto de la segunda fase de la Red Ortogonal de Autobuses de Barcelona estaba previsto que se iniciara en la primavera de 2013 con 4 líneas nuevas. El 5 de marzo de 2013 el alcalde de Barcelona anunció para noviembre de ese mismo año la puesta en servicio de la segunda fase con cinco nuevas líneas (tres horizontales y dos verticales). En mayo de 2013 entró en servicio el primer autobús biarticulado de la red —primer autobús de estas características que opera en España— prestando servicio en la línea H12. En ese mismo mes, también se modificó las frecuencias de las líneas que entraron en funcionamiento en la primera fase, que pasaron de los 6-9 minutos iniciales a 5-8 y se añadieron otras mejoras en la red:
- Cambios en la semaforización en algunos cruces.
- Leves cambios de ubicación de algunas paradas.
- Habilitación de un carril bus en el interior de la Plaza España, que supone una reducción del tiempo de viaje de 4-5 minutos en la línea V7.
- Instalación en el interior de los autobuses de un reloj de cuenta atrás que permite aprovechar la prioridad semafórica en el momento de la salida en las diferentes paradas terminales.

El 7 de noviembre de 2013 se anunció la fecha de entrada de la segunda fase, que se produjo el día 18 de ese mismo mes. Para dar a conocer las nuevas líneas e informar de la desaparición o modificación de las líneas convencionales afectadas, se desplegaron durante catorce días doscientos informadores. En total, las cinco nuevas líneas suman cuarenta y nueve kilómetros de longitud (ida y vuelta) y doscientas treinta y tres paradas.
| Fase 2 Red Ortogonal de Autobuses de Barcelona |                               |
| Líneas horizontales (H)                        | Líneas Verticales (V)         |
| H8 Camp Nou - La Maquinista                    | V3 Zona Franca - Can Caralleu |
| H10 Badal - Olímpic de Badalona                | V17 Port Vell - Carmel        |
| H16 Paral·lel - Fòrum                          |                               |

- Línea H8: realiza el recorrido entre el Camp Nou y La Maquinista con una longitud total de 24,5 km (ida y vuelta), suprimiendo a la línea regular 15.[9][30][31][33][34]

- Línea H10: realiza el recorrido entre Badal y el Pabellón Olímpico de Badalona con una longitud total de 20 km (ida y vuelta), suprimiendo a las líneas regulares 43 y 44 y se crea la línea 143.[9][30][31][33][34]

- Línea H16: realiza el recorrido entre las estación de metro Paralelo y el Fòrum con una longitud total de 14,3 km (ida y vuelta), modificando el recorrido de las líneas regulares 14, 36 y 41.[9][30][31][33][34]

- Línea V3: realiza el recorrido entre la Zona Franca y Can Caralleu con una longitud total de 17,6 km (ida y vuelta), suprimiendo a la línea regular 72, y modificando el recorrido de las líneas regulares 16, 34 y 66.[9][30][31][33][34]

- Línea V17: realiza el recorrido entre Port Vell y El Carmelo con una longitud total de 17,4 km (ida y vuelta), suprimiendo a la línea regular 28 y modificando el recorrido de las líneas regulares 19 y 40.[9][30][31][33][34]

#### Fase 3 de la Red Ortogonal de Autobuses
La tercera fase de la red entró en servicio el 15 de septiembre de 2014 con tres nuevas líneas —dos verticales y una horizontal— y la reestructuración de parte del recorrido de la línea H16, puesta en servicio en noviembre de 2013. Las cuatro líneas suman un total de 42,3 kilómetros de longitud y 235 paradas. Para dar a conocer esta fase, Transportes Metropolitanos de Barcelona desplegó doscientos cinquenta informadores en seiscientas paradas diferentes durante los días prévios y posteriores al inicio de la tercera fase, que prevé que el conjunto de la red ortogonal transporte 235 000 pasajeros en los días laborables lectivos, un 35 % del total de la red de autobús.
| Fase 3 Red Ortogonal de Autobuses de Barcelona |                                 |
| Líneas horizontales (H)                        | Líneas Verticales (V)           |
| H14 Paral·lel - Sant Adrià                     | V15 Barceloneta - Vall d'Hebron |
| H16 Pg. Zona Franca - Fòrum                    | V27 Pg. Marítim - Canyelles     |

#### Fase 4 de la Red Ortogonal de Autobuses
Esta fase de la Red Ortogonal de Autobuses entró en funcionamiento el 29 de febrero de 2016. Son dos líneas verticales (la V11 y la V13) que sustituyen a las líneas convencionales 14, 58 y 64, y una horizontal (la H4) que suprime a las líneas convencionales 22 y 73. También hay modificaciones en las líneas convencionales 20, 60 y 75.
| Fase 4 Red Ortogonal de Autobuses de Barcelona |                                       |
| Líneas horizontales (H)                        | Líneas Verticales (V)                 |
| H4 Zona Universitària - Bon Pastor             | V11 Estació Marítima (WTC) - Bonanova |
| H4 Zona Universitària - Bon Pastor             | V13 Pla de Palau - Av. Tibidabo       |

#### Fase 5 de la Red Ortogonal de Autobuses
La quinta y última fase de la red se presentó en abril de 2017 y consta de tres subfases. La primera, entró en funcionamiento el 13 de noviembre de 2017 con un total de cuatro nuevas líneas (tres verticales y una diagonal). La segunda, el 25 de junio de 2018 con tres líneas (dos verticales y una diagonal) y la última, el 26 de noviembre de 2018 (una horizontal y 4 verticales. Desde el 26 de noviembre de 2018, la red constará de 28 líneas de las cuales, 17 son verticales, 8 horizontales y 3 diagonales.
| Fase 5.1 Red Ortogonal de Autobuses de Barcelona |                                |
| Líneas Verticales (V)                            | Líneas diagonales (D)          |
| V5 M. Déu del Port - Pedralbes                   | D40 Pl. Espanya - Via Favència |
| V29 Diagonal Mar - Roquetes                      | D40 Pl. Espanya - Via Favència |
| V31 Mar Bella - Trinitat Vella                   | D40 Pl. Espanya - Via Favència |

| Fase 5.2 Red Ortogonal de Autobuses de Barcelona |                                          |                                      |
| Líneas horizontales (H)                          | Líneas Verticales (V)                    | Líneas diagonales (D)                |
| H2 Av. Esplugues - Trinitat Nova                 | V1 Gran Via L'Hospitalet - Av. Esplugues | D50 Ciutat Meridiana - Pl. Catalunya |
| H2 Av. Esplugues - Trinitat Nova                 | V9 Poble Sec - Sarrià                    | D50 Ciutat Meridiana - Pl. Catalunya |
| H2 Av. Esplugues - Trinitat Nova                 | V19 Barceloneta - Pl. Alfonso Comín      | D50 Ciutat Meridiana - Pl. Catalunya |
| H2 Av. Esplugues - Trinitat Nova                 | V23 Poblenou - Can Marcet                | D50 Ciutat Meridiana - Pl. Catalunya |
| H2 Av. Esplugues - Trinitat Nova                 | V25 Poblenou - Horta                     | D50 Ciutat Meridiana - Pl. Catalunya |
| H2 Av. Esplugues - Trinitat Nova                 | V33 Fòrum - Santa Coloma                 | D50 Ciutat Meridiana - Pl. Catalunya |

## Características de la red

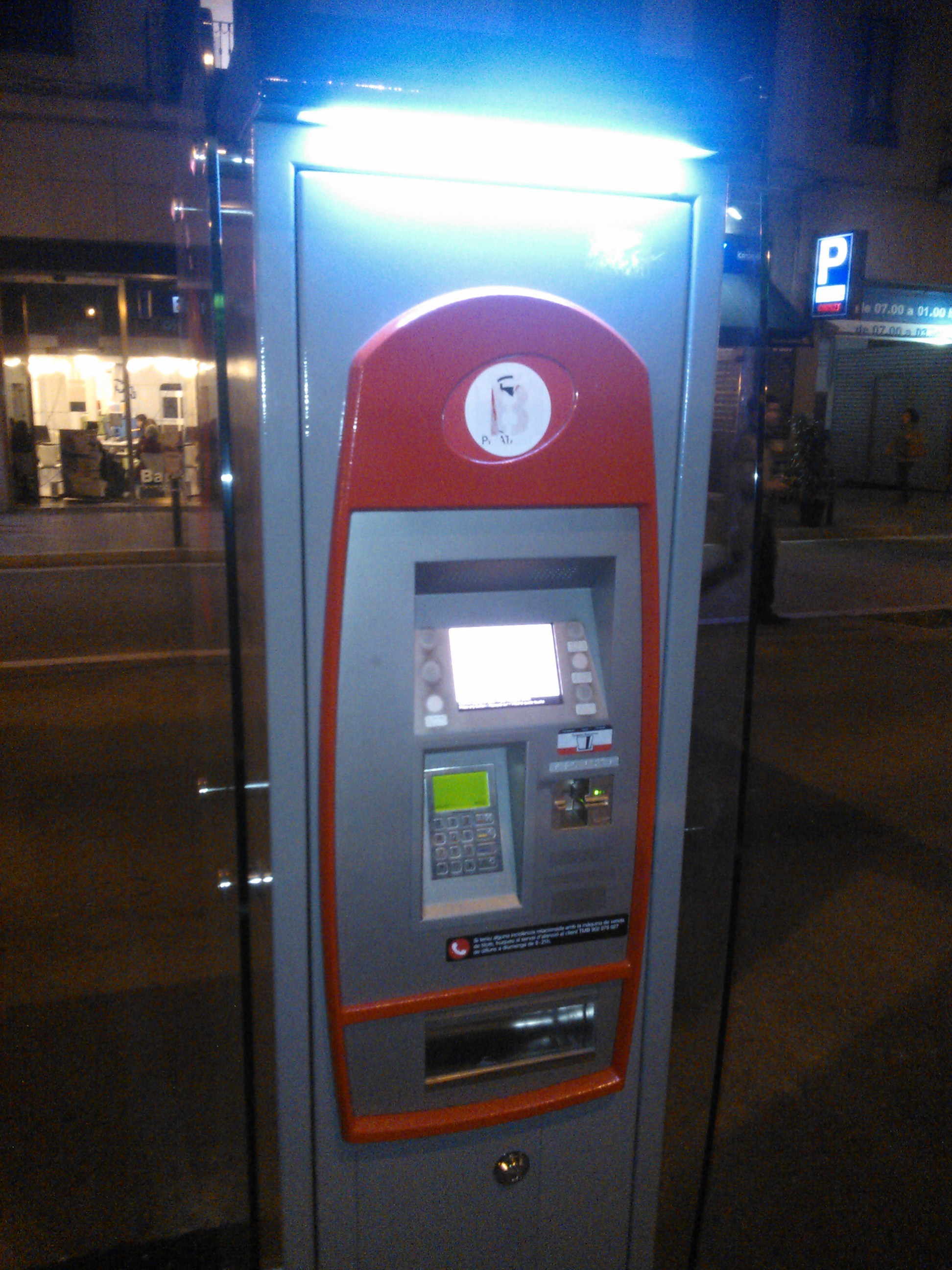
Máquina expendedora de billetes de transporte.

Las características básicas de la Red Ortogonal de Autobuses de Barcelona son:
- Reducción del tiempo medio de viaje en un 13 %.
- Velocidad comercial de 13 km/h.[39]
- Paradas más distanciadas 350-450 m respecto al autobús convencional.
- Carriles preferentes para la circulación de los autobuses y doble carril-bus en la Gran Vía de las Cortes Catalanas.[40]
- Prioridad semafórica.
- Intercambiadores conectados con la red de metro, con los tranvías y con los otros autobuses de las líneas regulares.
- Accesible para personas con movilidad reducida.
- Paradas equipadas con máquinas expendedoras de billetes[Nota 4] y con pantallas informativas.[Nota 6]

## Líneas en funcionamiento
| Línea | Origen/Destino                                      | Operador                                | Ciudades abastecidas                      | Frecuencia (hora punta) | Observaciones | Artículo principal | Referencias         |  |
| ----- | --------------------------------------------------- | --------------------------------------- | ----------------------------------------- | ----------------------- | --- | ------------------ | ------------------- |  |
| D20   | Pg. Marítim -Ernest Lluch                           | Transportes Metropolitanos de Barcelona | Barcelona                                 | 6-8 min.                | Sustituye parte del recorrido de las líneas regulares 57 y 157                                                                       | Línea D20          | [ 41 ] [ 25 ]       |  |
| D40   | Pl. Espanya - Roquetes                              | Transportes Metropolitanos de Barcelona | Barcelona                                 | 7 min.                  | Sustituye la línea regular 32 y modifica la línea 27.                                                                                | Línea D40          | [ 3 ]               |  |
| D50   | Paral·lel - Ciutat Meridiana                        | Transportes Metropolitanos de Barcelona | Barcelona                                 | 7 min.                  | | Línea D50          |                     |  |
| H2    | Avinguda Esplugues - Trinitat Nova                  | Transportes Metropolitanos de Barcelona | Barcelona                                 |                         | | Línea H2           | [ 3 ]               |  |
| H4    | Zona Universitària - Bon Pastor                     | Transportes Metropolitanos de Barcelona | Barcelona                                 | 5 min.                  | Sustituye a las líneas regulares 58, 73 y 64 y modifica la línea 22.                                                                 | Línea H4           | [ 3 ]               |  |
| H6    | Zona Universitària - Fabra i Puig                   | Transportes Metropolitanos de Barcelona | Barcelona                                 | 5-7 min.                | Sustituye a la línea regular 74 | Línea H6           | [ 25 ] [ 41 ]       |  |
| H8    | Camp Nou - La Maquinista                            | Transportes Metropolitanos de Barcelona | Barcelona                                 | 5-7 min.                | Sustituye a la línea regular 15 | Línea H8           | [ 4 ]               |  |
| H10   | Badal - Olímpic de Badalona                         | Transportes Metropolitanos de Barcelona | Barcelona, Badalona y San Adrián de Besós | 6-7 min.                | Sustituye a las líneas regulares 43 y 44. Se crea la línea 143 para cubrir el tramo La Pau-Sant Adrià que no lo realiza la línea H10 | Línea H10          | [ 4 ]               |  |
| H12   | Gornal - Besòs/Verneda                              | Transportes Metropolitanos de Barcelona | Barcelona y Hospitalet de Llobregat       | 7 min.                  | Sustituye a la línea regular 56 | Línea H12          | [ 25 ] [ 41 ]       |  |
| H14   | Paral·lel - Sant Adrià                              | Transportes Metropolitanos de Barcelona | Barcelona y San Adrián de Besós           | 8 min.                  | Sustituye a la línea regular 141. Modifica los horarios y circulaciones de la línea regular 143.                                     | Línea H14          | [ 36 ] [ 12 ]       |  |
| H16   | Pg. Zona Franca - Fòrum (Fase 2: Paral·lel - Fòrum) | Transportes Metropolitanos de Barcelona | Barcelona                                 | 7-8 min.                | Sustituye a la línea regular 9 y 141. Modifica parcialmente los recorridos de las líneas regulares 14, 36 y 41                       | Línea H16          | [ 4 ] [ 36 ] [ 12 ] |  |
| V3    | Zona Franca - Can Caralleu                          | Transportes Metropolitanos de Barcelona | Barcelona                                 | 5-8 min.                | Sustituye a la línea regular 72. Modifica parcialmente los recorridos de las líneas regulares 16, 34 y 66                            | Línea V3           | [ 4 ]               |  |
| V5    | M. Déu del Port - Pedralbes                         | Transportes Metropolitanos de Barcelona | Barcelona                                 | 5-8 min.                | Sustituye a la línea regular 37. Modifica parcialmente el recorrido de la línea regular 109.                                         | Línea V5           | [ 3 ]               |  |
| V7    | Pl. Espanya - Sarrià                                | Transportes Metropolitanos de Barcelona | Barcelona                                 | 5-8 min.                | Sustituye a la línea regular 30 | Línea V7           | [ 25 ] [ 41 ]       |  |
| V11   | Estació marítima (WTC) - Bonanova                   | Transportes Metropolitanos de Barcelona | Barcelona                                 | 7-8 min.                | Sustituye a las líneas regulares 14 y 64 y modifica recorrido de la línea 20.                                                        | Línea V11          | [ 3 ]               |  |
| V13   | Drassanes - Av. Tibidabo                            | Transportes Metropolitanos de Barcelona | Barcelona                                 | 5-6 min.                | Sustituye a las líneas regulares 14, 58 y 64.                                                                                        | Línea V13          | [ 3 ]               |  |
| V15   | Barceloneta - Vall d'Hebron                         | Transportes Metropolitanos de Barcelona | Barcelona                                 | 6-7 min.                | Sustituye a las líneas regulares 16 y 17                                                                                             | Línea V15          | [ 36 ] [ 12 ]       |  |
| V17   | Port Vell - Carmel                                  | Transportes Metropolitanos de Barcelona | Barcelona                                 | 6-8 min.                | Sustituye a la línea regular 28. Modifica parcialmente los recorridos de las líneas regulares 19 y 40                                | Línea V17          | [ 4 ]               |  |
| V21   | Pg. Marítim - Montbau                               | Transportes Metropolitanos de Barcelona | Barcelona                                 | 7-8 min.                | Sustituye a la línea regular 10 | Línea V21          | [ 25 ] [ 41 ]       |  |
| V23   | Nova Icària - Can Macet                             | Transportes Metropolitanos de Barcelona | Barcelona                                 | 7-8 min.                | | Línea V23          |                     |  |
| V25   | Nova Icària - Horta                                 | Transportes Metropolitanos de Barcelona | Barcelona                                 | 7-8 min.                | | Línea V25          |                     |  |
| V27   | Pg. Marítim - Canyelles                             | Transportes Metropolitanos de Barcelona | Barcelona                                 | 7-8 min.                | Sustituye a la línea regular 71 y a la 36                                                                                            | Línea V27          | [ 36 ] [ 12 ]       |  |
| V29   | Fòrum - Roquetes                                    | Transportes Metropolitanos de Barcelona | Barcelona                                 | 7-8 min.                | Sustituye a las líneas 26 y 32. | Línea V29          | [ 3 ]               |  |
| V31   | Mar Bella - Trinitat Vella                          | Transportes Metropolitanos de Barcelona | Barcelona                                 | 7-8 min.                | Sustituye a las líneas 36 y 40. | Línea V31          | [ 3 ]               |  |
| V33   | Fòrum/Campus Besòs - Santa Coloma                   | Transportes Metropolitanos de Barcelona | Barcelona, Santa Coloma de Gramanet       | 7-8 min.                | Sustituye a las líneas 42 y 143. | Línea V33          | [ 3 ]               |  |

|                                                 | Disponibilidad todas las líneas |
| ----------------------------------------------- | ------------------------------- |
| Adaptadas a                                     | Sí                              |
| Expedición de títulos de transporte             | Sí (sólo en 5 paradas)          |
| TMB iBus (tiempo de espera )                    | Sí                              |
| Información del tiempo de espera en las paradas | Sí                              |
| Pantallas informativas                          | Sí                              |
| Televisión dentro de los autobuses              | Sí, Canal MouTV                 |
| Líneas de tránsito rápido                       | Sí                              |
| Circulan los días festivos                      | Sí                              |

## Áreas de intercambio

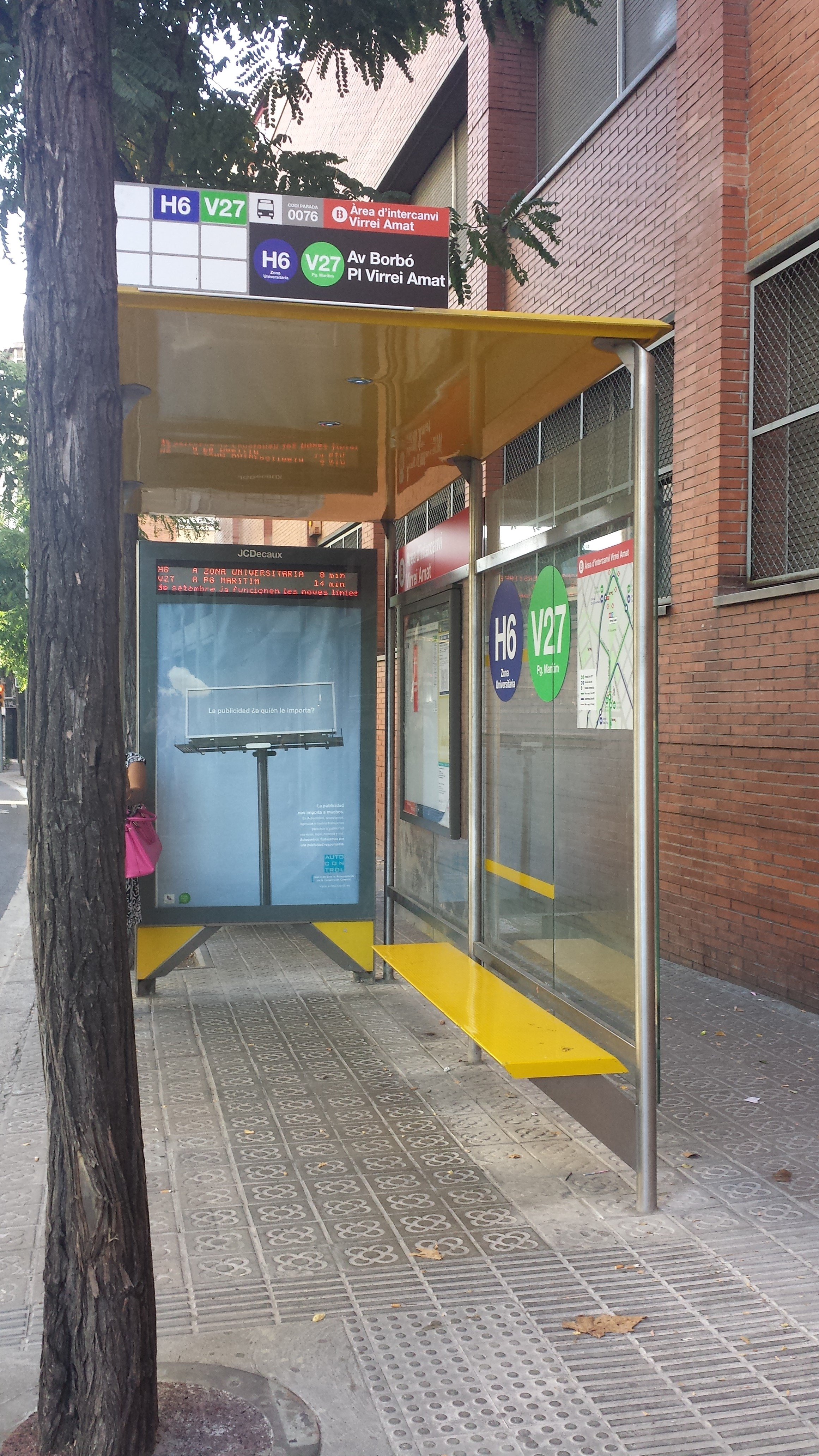
Área de intercambio de Virrei Amat de las líneas H6, V7 y la línea 5 del metro.

| Intercambiador          | Enlace con línea de tránsito rápido | Enlace con metro | Enlace con cercanías | Enlace con otros medios de transporte | Ubicación (distrito) | Referencia |
| ----------------------- | ----------------------------------- | ---------------- | -------------------- | ------------------------------------- | -------------------- | ---------- |
| Alfons X                | D40 H6 V21                          |                  | -                    | -                                     | Horta-Guinardó       | [ 42 ]     |
| Campus Pompeu Fabra     | H16 V21                             | -                | -                    | -                                     | San Martín           | [ 43 ]     |
| Carles III              | H8 V3                               |                  | -                    | -                                     | Les Corts            | [ 44 ]     |
| Cataluña                | H16 V15                             |                  |                      | A1 A2                                 | Ensanche             | [ 45 ]     |
| Ciutadella              | H14 H16                             | -                | -                    | -                                     | San Martín           | [ 46 ]     |
| Clot de la mel          | H12 V27                             | -                | -                    |                                       | San Martín           | [ 47 ]     |
| Correus                 | D20 H14 V17                         | -                | -                    | -                                     | Ciutat Vella         | [ 48 ]     |
| Eixample Centre         | H10 V15                             | -                | -                    | -                                     | Ensanche             | [ 49 ]     |
| Eixample Dret           | H10 V17                             | -                | -                    | -                                     | Ensanche             | [ 50 ]     |
| Estació de Sants        | D40 H10 V7                          |                  |                      | Autobús                               | Sants-Montjuic       | [ 51 ]     |
| Foneria                 | H16 V3                              | -                | -                    | -                                     | Sants-Montjuic       | [ 52 ]     |
| Gran Via Centre         | H12 V15 V17                         |                  |                      |                                       | Ensanche             | [ 53 ]     |
| Icària                  | H16 V27                             | -                | -                    | -                                     | San Martín           | [ 54 ]     |
| Ildefons Cerdà          | H12 V3                              | -                | -                    | -                                     | Sants-Montjuic       | [ 55 ]     |
| Jardinets de Gràcia     | H8 V17                              |                  |                      | -                                     | Gracia               | [ 56 ]     |
| Jardins de la Indústria | H8 V21                              | -                | -                    | -                                     | Ensanche             | [ 57 ]     |
| La Sagrera              | H8 V27                              |                  |                      |                                       | San Andrés           | [ 58 ]     |
| Les Corts               | H8 V7                               | -                | -                    | -                                     | Les Corts            | [ 59 ]     |
| Lesseps                 | D40 H6 V17                          |                  | -                    | -                                     | Gracia               | [ 60 ]     |
| Llucmajor               | D40 H4 V29                          |                  | -                    | -                                     | Nou Barris           |            |
| Maria Cristina          | H6 V3                               |                  | -                    |                                       | Les Corts            | [ 61 ]     |
| Mitre-Balmes            | H6 V15                              |                  | -                    | -                                     | Sarriá-San Gervasio  | [ 62 ]     |
| Monumental              | H12 V21                             |                  | -                    | -                                     | Ensanche             | [ 63 ]     |
| Paral·lel               | D20 H16                             |                  | -                    |                                       | Sants-Montjuic       | [ 64 ]     |
| Pla de Palau            | D20 H14 V15                         |                  |                      |                                       | Ciutat Vella         | [ 65 ]     |
| Pl. Espanya             | D20 D40 H12 V7                      |                  |                      | A1 A2                                 | Sants-Montjuic       | [ 66 ]     |
| Poblenou                | H14 V27                             | -                | -                    | -                                     | San Martín           | [ 54 ]     |
| Pont de la Marina       | H14 V21                             |                  | -                    | -                                     | San Martín           | [ 54 ]     |
| Prat de la Riba         | H6 V7                               | -                | -                    | -                                     | Sarriá-San Gervasio  | [ 67 ]     |
| Pº Marítimo             | D20 V21 V27                         | -                | -                    | -                                     | Ciutat Vella         | [ 68 ]     |
| Sagrada Família         | H10 V21                             |                  | -                    | -                                     | Ensanche             | [ 69 ]     |
| Universitat             | H12 H16                             |                  | -                    | -                                     | Ensanche             | [ 70 ]     |
| Urquinaona              | H16 V17                             |                  | -                    | -                                     | San Martín           | [ 54 ]     |
| Via Augusta             | H8 V15                              | -                | -                    | -                                     | San Martín           | [ 54 ]     |
| Virrei Amat             | D40 H6 V27 V29                      |                  | -                    | -                                     | Nou Barris           | [ 71 ]     |

## Flota

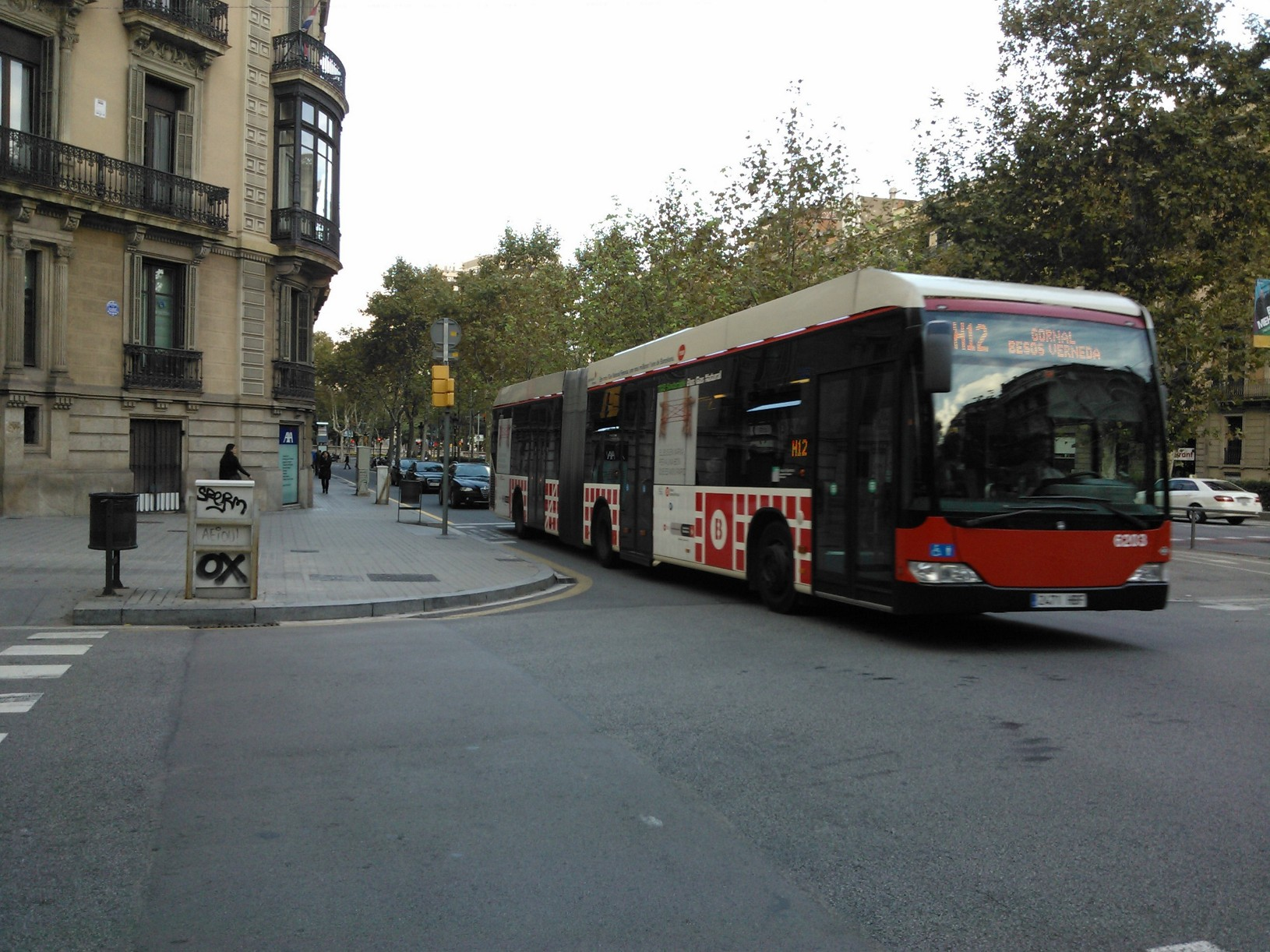
Autobús articulado de GNC utilizado en la línea H12 en la Gran Vía de las Cortes Catalanas dirección a Gornal.

- Autobús articulado de GNC.[Nota 10] Circulan en las líneas D20 (festivos), H8, H12, H16 y V3.[72] Tienen 18 metros de longitud, categoría ambiental EEV,[Nota 11] plataforma baja y sistema embarcado de información del servicio.[73][74]
- Autobús estándar de GNC.[Nota 10] Circulan en las líneas D20 (laborables) y H14.[72][74] Tienen 12 metros de longitud, categoría ambiental EEV,[Nota 3] plataforma baja y sistema embarcado de información del servicio.[73]
- Autobús estándar diésel. Circulan en las líneas V7, V17 y V27. Tienen 12 metros de longitud, filtros de alto rendimiento para eliminar partículas y óxido de nitrógeno, plataforma baja y sistema embarcado de información del servicio.[73]
- Autobús articulado diésel. Circulan en las líneas H6, H10, V15 y V21.[72][74] Tienen 18 metros de longitud, filtros de alto rendimiento para eliminar partículas y óxido de nitrógeno, plataforma baja y sistema embarcado de información del servicio.[73]
- Autobús biarticulado híbrido.[Nota 5] Circulan en la línea H12 y son las primeras de este tipo que circulen por España.[23][72][73] La primera unidad del modelo Exquicity, fabricada por la empresa belga Van Hool, se presentó el 5 de marzo de 2013 con el objetivo de pasar las pruebas de homologación antes de realizar servicios comerciales[33] y empezó a operar el 14 de mayo de ese mismo año.[28][29]